# پوما (خودرو)
پوما (Puma) خودرویی است که از سال ۱۹۶۷ تا ۱۹۹۷ (و ۲۰۰۶-اکنون) توسط پوما در ایالت سائوپائولو و برزیل تولید شده‌است.
طراحی آن خودروهای موتور عقب-محور عقب بوده است. 